# هانس لانگلز
هانس لانگلز (آلمانی: Hans Langels)؛ (زادهٔ ۲۶ ژوئن ۱۸۷۹ در کرفلد-فیشلن؛ † ۱۵ ژوئیه ۱۹۴۷ در دوسلدورف) یک مقام قضایی و پلیسی آلمانی، حقوق‌دان و رئیس پلیس دوسلدورف بود.